# Saint-Victor-d'Épine
Saint-Victor-d'Épine è un comune francese di 326 abitanti situato nel dipartimento dell'Eure nella regione della Normandia.

## Società

### Evoluzione demografica
Abitanti censiti